# England Peak
England Peak är en bergstopp i Antarktis. Den ligger i Västantarktis. Argentina och Storbritannien gör anspråk på området. Toppen på England Peak är 2 150 meter över havet.
Terrängen runt England Peak är huvudsakligen kuperad, men den allra närmaste omgivningen är bergig. England Peak är den högsta punkten i trakten. Trakten är obefolkad. Det finns inga samhällen i närheten. 